# Діерфілд (Міссурі)
Діерфілд (англ. Deerfield) — селище (англ. village) в США, в окрузі Вернон штату Міссурі. Населення — 40 осіб (2020).

## Географія
Діерфілд розташований за координатами 37°50′19″ пн. ш. 94°30′28″ зх. д. / 37.83861° пн. ш. 94.50778° зх. д. (37.838652, -94.507702).  За даними Бюро перепису населення США в 2010 році селище мало площу 0,26 км², уся площа — суходіл.

## Демографія
Згідно з переписом 2010 року, у селищі мешкала 81 особа в 33 домогосподарствах у складі 24 родин. Густота населення становила 307 осіб/км².  Було 34 помешкання (129/км²).
Расовий склад населення:
| - 95,1 % — білих - 1,2 % — корінних американців - 1,2 % — азіатів |

До двох чи більше рас належало 2,5 %. Частка іспаномовних становила 0,0 % від усіх жителів.
За віковим діапазоном населення розподілялося таким чином: 23,5 % — особи молодші 18 років, 61,7 % — особи у віці 18—64 років, 14,8 % — особи у віці 65 років та старші. Медіана віку мешканця становила 39,6 року. На 100 осіб жіночої статі у селищі припадало 113,2 чоловіків;  на 100 жінок у віці від 18 років та старших — 100,0 чоловіків також старших 18 років.
Середній дохід на одне домашнє господарство  становив 38 304 долари США (медіана — 33 750), а середній дохід на одну сім'ю — 47 143 долари (медіана — 38 750). За межею бідності перебувало 21,4 % осіб, у тому числі 10,5 % дітей у віці до 18 років та 9,1 % осіб у віці 65 років та старших.
Цивільне працевлаштоване населення становило 32 особи. Основні галузі зайнятості: науковці, спеціалісти, менеджери — 31,3 %, виробництво — 25,0 %, освіта, охорона здоров'я та соціальна допомога — 18,8 %.